# Doug Graham (voile)
Pour les articles homonymes, voir Doug Graham et Graham.
Douglas "Doug" Graham, né le 2 décembre 1959, est un skipper des Îles Vierges des États-Unis. Il représente son pays lors des compétitions de voile soling à Kingston en Ontario lors des Jeux olympiques d'été de 1976 de Montréal. Avec pour timonier Dick Johnson (en) et Tim Kelbert (en) comme coéquipier, le groupe termine en 24e et dernière position.